# راوند حملايا

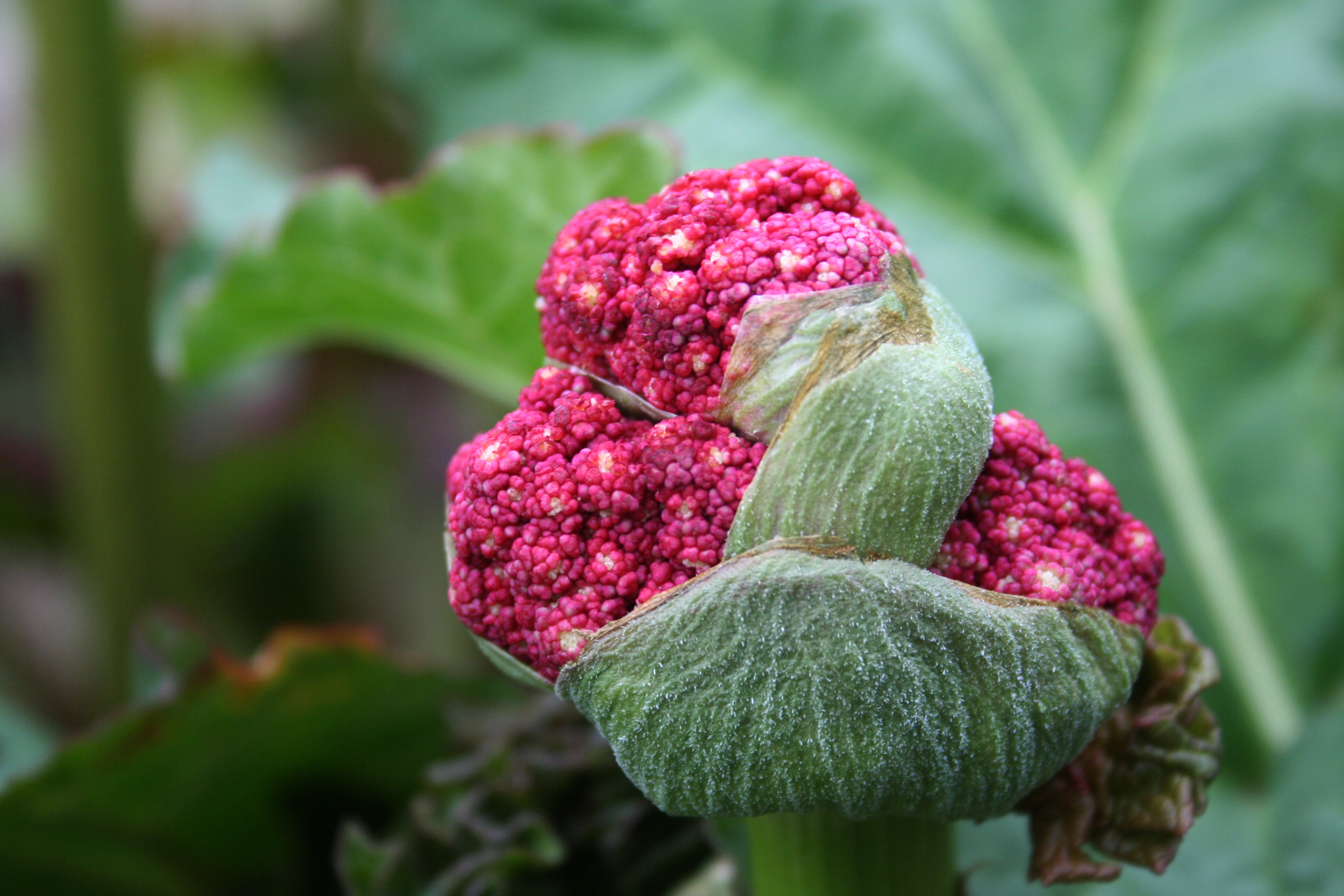
نورة زهرية في فنلندا في أوائل يونيو.

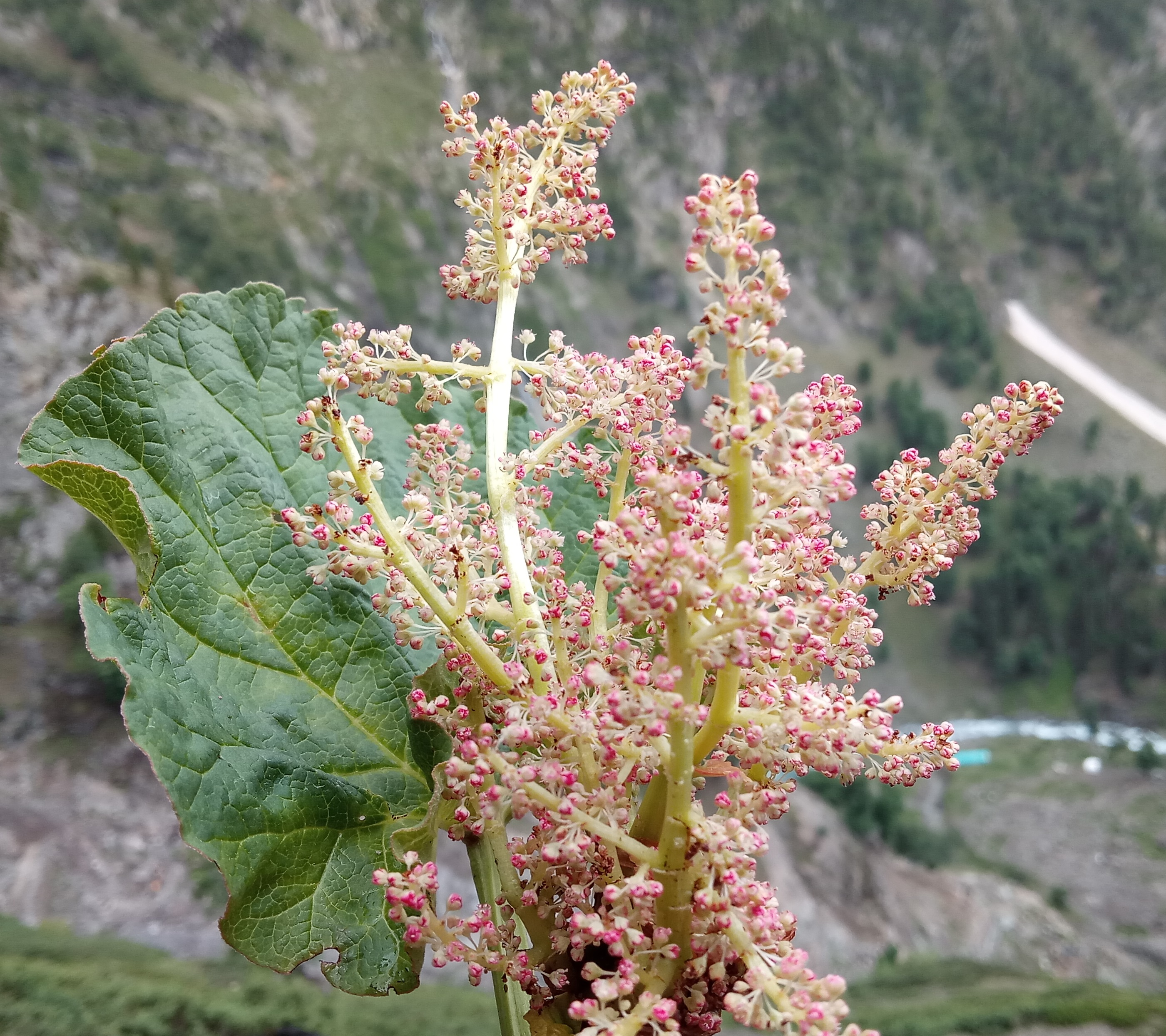
الازهرار

راوند حملايا أو هِملايا هو نبات مزهر من جنس الراوند في الفصيلة البطباطية. إنه عشب طبي يستخدم في نظام الطب العربي اليوناني. يوجد النبات في جبال حملايا على ارتفاع 4000 م. 